# Nati il 7 luglio
| Questa pagina contiene informazioni ricavate automaticamente dalle voci biografiche con l'ausilio del template Bio e di un bot. L'aggiornamento è periodico e automatico e ricostruisce completamente la pagina. Se manca una persona in questa lista, sei pregato di non aggiungerla, ma accertati piuttosto che la sua voce biografica contenga il template Bio e che i dati anagrafici siano correttamente compilati. Se il template Bio manca, inseriscilo tu stesso o, in alternativa, metti l'avviso {{tmp\|Bio}} che ne segnala la mancanza. Se i dati riportati sono sbagliati, correggi direttamente la voce biografica; le modifiche saranno visibili in questa lista entro pochi giorni. Per chiarimenti vedi il progetto biografie. La lista contiene solo le 1.153 persone che sono citate nell'enciclopedia e per le quali è stato implementato correttamente il template Bio. Pagina aggiornata al 17 ago 2025. |

## VII secolo(1)
- 611 - Eudocia Epifania, nobile bizantina

## XI secolo(1)
- 1053 - Shirakawa, imperatore giapponese († 1129)

## XII secolo(1)
- 1119 - Sutoku, imperatore giapponese († 1164)

## XIV secolo(1)
- 1360 - Giovanni da San Miniato, militare e religioso italiano († 1428)

## XV secolo(2)
- 1418 - Pietro II di Bretagna, nobile francese († 1457)
- 1482 - Andrzej Krzycki, arcivescovo cattolico e teologo polacco († 1537)

## XVI secolo(8)
- 1528 - Anna d'Asburgo, nobile austriaca († 1590)
- 1540 - Giovanni II d'Ungheria, nobile ungherese († 1571)
- 1551 - Buonviso Buonvisi, cardinale e arcivescovo cattolico italiano († 1603)
- 1568 - Richard Burbage, attore teatrale britannico († 1619)
- 1569 - Giovanni Francesco Anerio, compositore e musicista italiano († 1630)
- 1585 - Thomas Howard, XXI conte di Arundel, nobile, politico e collezionista d'arte inglese († 1646)
- 1588 - Volrado IV di Waldeck, nobile tedesco († 1640)
- 1595 - Luigi Caetani, cardinale e arcivescovo cattolico italiano († 1642)

## XVII secolo(8)
- 1613 - Carlo Rosa, pittore italiano († 1678)
- 1638 - Giovanni Michele Spaur, vescovo cattolico italiano († 1725)
- 1642 - Gregorio Boncompagni, V duca di Sora, nobile italiano († 1707)
- 1645 - Carlo Teodoro di Salm, nobile tedesco († 1710)
- 1653 - Charles-François de Vintimille du Luc, politico francese († 1740)
- 1655 - Christoph Dientzenhofer, architetto tedesco († 1722)
- 1659 - Joseph-Emmanuel de La Trémoille, cardinale e arcivescovo cattolico francese († 1720)
- 1694 - Philipp Adolph von Münchhausen, politico tedesco († 1762)

## XVIII secolo(24)
- 1701 - Michele Moncada, religioso italiano († 1765)
- 1704 - Ignazio Roero Sanseverino, vescovo cattolico italiano († 1756)
- 1705 - Filippo Finazzi, compositore e cantante castrato italiano († 1776)
- 1719 - Michele Imperiali, nobile italiano († 1782)
- 1724 - Francesco Adolfo di Anhalt-Bernburg-Schaumburg-Hoym, nobile († 1784)
- 1736 - Fermín Lasuén, religioso spagnolo († 1803)
- 1738 - César-Guillaume de La Luzerne, cardinale e vescovo cattolico francese († 1821)
- 1741 - Ambrogio Rosmini, pittore e architetto italiano († 1818)
- 1745 - Eleonora di Öttingen-Spielberg, nobildonna tedesca († 1812)
- 1746 - Ludwig Wenzel Lachnith, musicista e compositore boemo († 1820)
- 1752 - Joseph-Marie Jacquard, inventore francese († 1834)
- 1758 - Giambattista Manfredi, funzionario e presbitero italiano († 1842)
- 1759 - Francesco Saverio Caruana, vescovo cattolico e patriota maltese († 1847)
- 1766 - Guillaume Philibert Duhesme, generale francese († 1815)
- 1768 - Emmanuel Marie Maximilien de Croÿ-Solre, politico e ufficiale francese († 1848)
- 1770 - Friedrich Ludwig Kreysig, medico e cardiologo tedesco († 1839)
- 1771 - Luisa Augusta di Danimarca, principessa danese († 1843)
- 1775 - Pavel Petrovič Palen, generale russo († 1834)
- 1778 - Antonio Pacini, compositore, direttore d'orchestra e editore musicale italiano († 1866)
- 1784 - Wilibald Swibert Joseph Gottlieb von Besser, botanico austriaco († 1842)
- 1791 - Giacomo Moraglia, architetto italiano († 1860)
- 1793 - Giuseppe Capone di Altavilla, imprenditore e politico italiano († 1873)
- 1795 - Carlo Teodoro di Baviera, nobile tedesco († 1875)
- 1797 - Siro Andrea Carli, politico italiano († 1857)

## XIX secolo(160)
- 1806 - Michele Amari, storico, politico e arabista italiano († 1889)
- 1811 - Baldassarre Mongenet, politico italiano († 1885)
- 1811 - Max Zimmermann, pittore e litografo tedesco († 1878)
- 1813 - Gaetano Costantini, politico italiano († 1889)
- 1816 - Johann Rudolf Wolf, astronomo e matematico svizzero († 1893)
- 1817 - Christen Andreas Fonnesbech, politico danese († 1880)
- 1820 - Christian Lechler, farmacista e imprenditore tedesco († 1877)
- 1823 - William Montague Browne, politico e militare statunitense († 1883)
- 1823 - John Kells Ingram, economista, scrittore e poeta irlandese († 1907)
- 1823 - Domenico Morelli, pittore e politico italiano († 1901)
- 1824 - Alfred Pleasonton, generale statunitense († 1897)
- 1825 - Friedrich Zarncke, filologo e germanista tedesco († 1891)
- 1826 - Isabel Agnes Cowper, incisore e fotografa britannica († 1911)
- 1827 - Quintino Sella, scienziato e politico italiano († 1884)
- 1828 - Heinrich von Ferstel, architetto austriaco († 1883)
- 1832 - Giuseppe De Nigris, pittore italiano († 1903)
- 1832 - Saverio Fava, diplomatico e politico italiano († 1913)
- 1833 - Félicien Rops, pittore, incisore e disegnatore belga († 1898)
- 1834 - Emil Hübner, filologo tedesco († 1901)
- 1834 - Michele Lenzi, pittore italiano († 1886)
- 1835 - Domenico Cariolato, militare italiano († 1910)
- 1835 - Domenico Comparetti, filologo classico, papirologo e epigrafista italiano († 1927)
- 1835 - Paul Henri Fischer, medico, zoologo e paleontologo francese († 1893)
- 1839 - Feodora di Hohenlohe-Langenburg, principessa († 1872)
- 1841 - Alessandro Pascolato, avvocato, politico e scrittore italiano († 1905)
- 1843 - Camillo Golgi, scienziato e medico italiano († 1926)
- 1844 - Giacomo Barzellotti, filosofo italiano († 1917)
- 1848 - Francisco de Paula Rodrigues Alves, politico brasiliano († 1919)
- 1849 - Pietro Gamba, avvocato, magistrato e politico italiano († 1903)
- 1850 - Antônio Moreira César, militare brasiliano († 1897)
- 1851 - Louis Bonneau, generale francese († 1938)
- 1851 - Charles Albert Tindley, pastore metodista statunitense († 1933)
- 1852 - Vera Nikolaevna Figner, rivoluzionaria russa († 1942)
- 1853 - Maria Spelterini, circense italiana († 1912)
- 1854 - Louis Marie Cordonnier, architetto francese († 1940)
- 1854 - Nikolaj Aleksandrovič Morozov, rivoluzionario, scrittore e scienziato russo († 1946)
- 1855 - Aleksandr Ivanovič Ėrtel', romanziere russo († 1908)
- 1855 - William Fullingim, supercentenario statunitense († 1965)
- 1855 - Ludwig Ganghofer, scrittore, drammaturgo e editore tedesco († 1920)
- 1856 - Georg von der Marwitz, generale tedesco († 1929)
- 1858 - Egidio Galbani, imprenditore italiano († 1950)
- 1858 - José Leite de Vasconcelos, filologo, etnografo e archeologo portoghese († 1941)
- 1859 - Robert Demachy, fotografo francese († 1936)
- 1859 - Marko Došen, politico croato († 1944)
- 1859 - Onorato Fava, scrittore italiano († 1941)
- 1859 - Giuseppe Pescetti, politico italiano († 1924)
- 1859 - Giuseppina Vannini, religiosa italiana († 1911)
- 1860 - Abraham Cahan, scrittore, giornalista e politico russo († 1951)
- 1860 - Kate Jepson, attrice teatrale e attrice cinematografica statunitense († 1923)
- 1860 - Aleksandr Aleksandrovič Lieven, ammiraglio russo († 1914)
- 1860 - Gustav Mahler, compositore e direttore d'orchestra austriaco († 1911)
- 1861 - Felice Gajo, imprenditore e politico italiano († 1935)
- 1861 - Henri Piazza, editore, traduttore e poeta italiano († 1929)
- 1861 - Nettie Stevens, genetista e microbiologa statunitense († 1912)
- 1861 - Richard Stribeck, ingegnere tedesco († 1950)
- 1862 - Louis Baralis, scultore francese († 1930)
- 1862 - Ludwig Fulda, drammaturgo e scrittore tedesco († 1939)
- 1862 - Emily Shinner, violinista inglese († 1901)
- 1863 - Marguerite Audoux, scrittrice francese († 1937)
- 1863 - Antonio Gioppi, militare italiano († 1916)
- 1863 - Arturo Nuvolari, ciclista su strada italiano († 1938)
- 1866 - Georg Kelling, chirurgo tedesco († 1945)
- 1867 - Carlo Stragliati, pittore italiano († 1925)
- 1868 - Diodato Del Gaizo, monaco cristiano, paroliere e musicista italiano († 1943)
- 1868 - Frank Gilbreth, ingegnere statunitense († 1924)
- 1868 - Delfino Orsi, giornalista e politico italiano († 1929)
- 1869 - Alois Anderle, nuotatore austriaco († 1929)
- 1870 - Giuseppe Romeo, vescovo cattolico italiano († 1935)
- 1871 - Richard Carle, attore statunitense († 1941)
- 1872 - George Joseph Ryan, pedagogo e educatore statunitense († 1949)
- 1873 - Alexandre-Paul-Marie Chabanon, vescovo cattolico e missionario francese († 1936)
- 1873 - Rodolfo Falvo, musicista italiano († 1937)
- 1873 - Sándor Ferenczi, psicoanalista e psichiatra ungherese († 1933)
- 1873 - Edward Alphonso Goldman, zoologo statunitense († 1946)
- 1873 - Halvdan Koht, storico e politico norvegese († 1965)
- 1873 - Giovanni Vianello, pittore e decoratore italiano († 1926)
- 1874 - Mitsuko Aoyama, giapponese († 1941)
- 1874 - Władysław Grabski, politico, economista e storico polacco († 1938)
- 1875 - Carlo Bonfanti, tuffatore italiano († 1933)
- 1875 - Paul Cauchie, architetto e pittore belga († 1952)
- 1875 - Avguštin Stegenšek, presbitero e storico dell'arte sloveno († 1920)
- 1876 - Gino Gori, scrittore, poeta e filosofo italiano († 1952)
- 1876 - Luigi Spezzotti, politico italiano († 1964)
- 1876 - Ben F. Wilson, attore, regista e produttore cinematografico statunitense († 1930)
- 1877 - Luigi Neyrone, funzionario italiano
- 1878 - Jimmy Quinn, calciatore scozzese († 1945)
- 1878 - Elisabetta Amalia d'Asburgo-Lorena, principessa austriaca († 1960)
- 1880 - Luigi Chiarelli, commediografo, scrittore e giornalista italiano († 1947)
- 1880 - Theodor Karl Julius Herzog, botanico tedesco († 1961)
- 1880 - Nicola Terzaghi, filologo classico e latinista italiano († 1964)
- 1881 - Gennaro Ciaburri, medico e biologo italiano († 1970)
- 1881 - Tiburzio Donadon, pittore e restauratore italiano († 1961)
- 1881 - Luigi Faroppa, dirigente sportivo e allenatore di calcio italiano
- 1881 - Josef Pasternack, direttore d'orchestra e compositore polacco († 1940)
- 1881 - Karl Pekarna, calciatore austriaco († 1946)
- 1882 - Henri Alphonse Barnoin, pittore francese († 1935)
- 1882 - Janka Kupała, poeta e scrittore bielorusso († 1942)
- 1882 - Harry Littlewort, calciatore inglese († 1934)
- 1883 - Albert Clément, pilota automobilistico francese († 1907)
- 1883 - Giuseppe Mario Gioda, politico, giornalista e pubblicista italiano († 1924)
- 1883 - Alessandro Gloria, generale italiano († 1970)
- 1883 - Toivo Kuula, compositore e direttore d'orchestra finlandese († 1918)
- 1883 - Robert Pow, politico e giocatore di curling canadese († 1958)
- 1883 - Eitel Federico di Prussia, nobile tedesco († 1942)
- 1884 - Leo Castro, pittore italiano († 1970)
- 1884 - Lion Feuchtwanger, scrittore e drammaturgo tedesco († 1958)
- 1884 - J. Roy Hunt, direttore della fotografia statunitense († 1972)
- 1886 - David Gaul, nuotatore statunitense († 1962)
- 1886 - Carlo Perrier, mineralogista italiano († 1948)
- 1887 - Marc Chagall, pittore russo († 1985)
- 1887 - Maria Damian, insegnante e antifascista italiana († 1953)
- 1887 - Raymond Hatton, attore statunitense († 1971)
- 1887 - Oreste Muzzi, nuotatore italiano († 1946)
- 1887 - Virgilio Polara, fisico italiano († 1974)
- 1887 - Charles de Rochefort, attore e regista francese († 1952)
- 1888 - Alfredo Coppola, psichiatra e neurologo italiano († 1957)
- 1889 - Yvonne De Fleuriel, cantante e attrice italiana († 1963)
- 1889 - Shirō Kawase, ammiraglio giapponese († 1946)
- 1889 - Francesco Roberti, cardinale e arcivescovo cattolico italiano († 1977)
- 1890 - Lauro Bordin, ciclista su strada, fotografo e fotoreporter italiano († 1963)
- 1890 - Elsa Ebbesen, attrice svedese († 1977)
- 1890 - Enzo Ferrieri, regista, giornalista e sceneggiatore italiano († 1969)
- 1890 - Alessandro Limongelli, architetto egiziano († 1932)
- 1890 - Tom Powers, attore statunitense († 1955)
- 1890 - Karl Tekusch, calciatore austriaco († 1977)
- 1891 - Thorbjørn Damgaard, calciatore norvegese († 1980)
- 1891 - Tadamichi Kuribayashi, generale giapponese († 1945)
- 1891 - Virginia Rappe, modella e attrice statunitense († 1921)
- 1891 - Vincenzo Ricchioni, agronomo e politico italiano († 1960)
- 1891 - Salvatore Sabella, mafioso italiano († 1962)
- 1892 - Mario Bernasconi, generale e aviatore italiano († 1976)
- 1892 - Michele Purrello, militare italiano († 1941)
- 1892 - Lina Tartara Minora, attrice italiana († 1968)
- 1892 - Carlos Villarías, attore spagnolo († 1976)
- 1892 - Elda di Veroli, soprano italiana († 1981)
- 1893 - Santo Emanuele, militare e agente segreto italiano († 1977)
- 1893 - Miroslav Krleža, scrittore e poeta croato († 1981)
- 1893 - Symeon Lukač, vescovo cattolico ucraino († 1964)
- 1893 - James White, militare e aviatore canadese († 1972)
- 1894 - Fritz Jacobsen, militare e aviatore tedesco († 1981)
- 1894 - Nino Levi, giurista e politico italiano († 1941)
- 1894 - Josephine Sticker, nuotatrice austriaca († 1963)
- 1894 - Patrick Joseph Whitney, presbitero e missionario irlandese († 1942)
- 1895 - Herman Legger, calciatore olandese († 1978)
- 1895 - Almo Pianetti, politico italiano († 1956)
- 1895 - Josef Tesař, allenatore di calcio cecoslovacco († 1976)
- 1896 - Albin Lesky, filologo classico e grecista austriaco († 1981)
- 1897 - Lampião, brigante brasiliano († 1938)
- 1897 - Giuseppe Girani, calciatore e allenatore di calcio italiano († 1951)
- 1897 - Bjarne Johnsen, dirigente sportivo e calciatore norvegese († 1982)
- 1897 - Michail Prokof'evič Kovalëv, generale sovietico († 1967)
- 1897 - Anna Luther, attrice statunitense († 1963)
- 1897 - Giuseppe Novello, pittore e illustratore italiano († 1988)
- 1897 - Nelson Russell, militare britannico († 1971)
- 1897 - Erminio Spalla, pugile e attore italiano († 1971)
- 1898 - Dante Alderighi, pianista, compositore e critico musicale italiano († 1968)
- 1898 - Allen Erwin Gant, imprenditore e inventore statunitense († 1972)
- 1899 - George Cukor, regista statunitense († 1983)
- 1899 - Jean-Albert Grégoire, imprenditore francese († 1992)
- 1900 - Maria Bard, attrice tedesca († 1944)

## XX secolo(915)
- 1901 - Vittorio De Sica, attore, regista e sceneggiatore italiano († 1974)
- 1901 - Angelo Giani, calciatore italiano
- 1901 - Gustav Knuth, attore tedesco († 1987)
- 1901 - Zeffiro Paulinich, calciatore italiano († 1989)
- 1901 - Eiji Tsuburaya, direttore della fotografia e produttore televisivo giapponese († 1970)
- 1902 - Ava Astor, statunitense († 1956)
- 1902 - John Baptist Choi Deok-hong, vescovo cattolico sudcoreano († 1954)
- 1902 - Jack McGurn, pugile e mafioso italiano († 1936)
- 1902 - Pak Se-yong, poeta e politico nordcoreano († 1989)
- 1903 - Achille Bordoli, calciatore italiano († 1990)
- 1903 - Tadeusz Friedrich, schermidore polacco († 1976)
- 1903 - Gustaf Jonsson, fondista svedese († 1990)
- 1903 - Rufus McCain, criminale statunitense († 1940)
- 1903 - Steven Runciman, medievista e bizantinista britannico († 2000)
- 1904 - Jonas Aistis, poeta lituano († 1973)
- 1904 - Manuela de Jesús Arias Espinosa, religiosa messicana († 1981)
- 1904 - Oreste Tosini, calciatore italiano († 1965)
- 1905 - Giuseppe Cerulli Irelli, politico e ambasciatore italiano († 1987)
- 1905 - Louis-Jean-Frédéric Guyot, cardinale e arcivescovo cattolico francese († 1988)
- 1905 - Aldo Lusardi, militare italiano († 1935)
- 1905 - Max Rostal, violinista, violista e insegnante austriaco († 1991)
- 1906 - Nino Cogolli, calciatore italiano († 1991)
- 1906 - William Feller, matematico croato († 1970)
- 1906 - Anton Karas, musicista austriaco († 1985)
- 1906 - Léon Louyet, ciclista su strada belga († 1973)
- 1906 - Abdylas Maldybaev, compositore sovietico († 1978)
- 1906 - Satchel Paige, giocatore di baseball statunitense († 1982)
- 1906 - Mario Sernagiotto, calciatore e allenatore di calcio italiano († 1996)
- 1906 - Charles Vaurie, ornitologo statunitense († 1975)
- 1906 - Gottfried Wernli, calciatore svizzero
- 1907 - Robert A. Heinlein, scrittore di fantascienza statunitense († 1988)
- 1907 - Piero Ravasenga, poeta, saggista e scrittore italiano († 1978)
- 1907 - Ita Rina, attrice jugoslava († 1979)
- 1907 - Vasilij Aleksandrovič Romanov, russo († 1989)
- 1907 - Pavel Sudoplatov, generale e agente segreto sovietico († 1996)
- 1907 - Valesca Tanganelli, supercentenaria italiana († 2020)
- 1907 - Baby Lillian Wade, attrice statunitense († 1990)
- 1908 - Evert Willem Beth, matematico olandese († 1964)
- 1908 - Spiro Koleka, politico albanese († 2001)
- 1908 - Ferdinands Neibergs, calciatore lettone
- 1908 - Gerbert Moricevič Rappaport, regista cinematografico sovietico († 1983)
- 1909 - Gottfried von Cramm, tennista tedesco († 1976)
- 1909 - Alfréd Eross, vescovo cattolico rumeno († 1950)
- 1909 - Billy Herman, giocatore di baseball e allenatore di baseball statunitense († 1992)
- 1909 - Alfred Lergetporer, pallanuotista austriaco († 1970)
- 1909 - Romano Pascutto, poeta e partigiano italiano († 1982)
- 1909 - Checco Rissone, attore italiano († 1985)
- 1910 - Louis Duerloo, ciclista su strada belga († 1977)
- 1910 - Nani Grassetto, imprenditore italiano († 1971)
- 1910 - Mario Martire, aviatore italiano († 1945)
- 1910 - Frank Twiss, ammiraglio inglese († 1994)
- 1911 - Turi Cariola, poeta italiano († 1985)
- 1911 - Jesse Carver, allenatore di calcio e calciatore inglese († 2003)
- 1911 - Ruth Ford, attrice statunitense († 2009)
- 1911 - István Magda, calciatore ungherese († 1991)
- 1911 - Gian Carlo Menotti, compositore e librettista italiano († 2007)
- 1911 - Luigi Tempini, militare italiano († 1937)
- 1912 - Mario Bergonzini, calciatore italiano († 1988)
- 1912 - Enrico Cagna Cabiati, compositore, arrangiatore e pianista italiano († 1972)
- 1912 - Robert Cornog, fisico e ingegnere statunitense († 1998)
- 1912 - Gleb Zachodjakin, compositore di scacchi russo († 1982)
- 1913 - Deolinda do Carmo Salvado da Conceição, scrittrice e giornalista portoghese († 1957)
- 1913 - Luigi Liverzani, vescovo cattolico italiano († 1995)
- 1913 - Pinetop Perkins, pianista statunitense († 2011)
- 1913 - Michele Rago, giornalista, francesista e traduttore italiano († 2008)
- 1913 - Fred F. Sears, regista e attore statunitense († 1957)
- 1914 - Francesco Aurelio Di Bella, aviatore e politico italiano († 1972)
- 1914 - David Grogan, pallanuotista britannico († 1993)
- 1914 - Wilhelm Holec, calciatore austriaco († 1944)
- 1914 - Solita Salgado, aviatrice e nuotatrice colombiana († 1987)
- 1914 - Aldo Tambone, cestista italiano
- 1915 - Renato Andreani, militare e aviatore italiano († 1938)
- 1915 - Mario Colli, attore, doppiatore e direttore del doppiaggio italiano († 1989)
- 1915 - Yvonne Mitchell, attrice britannica († 1979)
- 1915 - Michele Pellicani, giornalista, saggista e politico italiano († 1991)
- 1915 - Bruno Rossi, calciatore italiano († 1977)
- 1915 - Roman Irinarchovič Tichomirov, regista cinematografico sovietico († 1984)
- 1915 - Jaroslav Volak, pallamanista austriaco
- 1915 - Margaret Walker, poetessa e scrittrice statunitense († 1998)
- 1916 - Roberto Bruni, attore italiano († 2013)
- 1916 - Tiny Grimes, chitarrista statunitense († 1989)
- 1916 - Enzo Meucci, politico italiano († 2002)
- 1916 - Wilebaldo Solano, politico spagnolo († 2010)
- 1917 - Yakovos Bilek, cestista, allenatore di pallacanestro e arbitro di pallacanestro turco († 2005)
- 1917 - Concezio Chiaretti, religioso e militare italiano († 1944)
- 1917 - Vittorio Gabrieli, critico letterario, traduttore e antifascista italiano († 2017)
- 1917 - Larry O'Brien, politico statunitense († 1990)
- 1917 - Fidel Sánchez Hernández, generale e politico salvadoregno († 2003)
- 1917 - Walter Tabacchi, partigiano e marinaio italiano († 1944)
- 1917 - Iva Withers, attrice e cantante canadese († 2014)
- 1918 - Werner Peters, attore tedesco († 1971)
- 1919 - Bill Behr, cestista statunitense († 1997)
- 1919 - William Kunstler, avvocato, attivista e poeta statunitense († 1995)
- 1919 - Lorenz Nieberl, bobbista tedesco († 1968)
- 1919 - Jon Pertwee, attore britannico († 1996)
- 1920 - Konstantin Aleksandrov, velista sovietico († 1987)
- 1920 - Gaetano Benedetti, psichiatra, psicoterapeuta e psicoanalista italiano († 2013)
- 1920 - George Fett, fumettista statunitense († 1989)
- 1920 - Giuseppe Totti, calciatore italiano († 1967)
- 1921 - Ezzard Charles, pugile statunitense († 1975)
- 1921 - Vincenzo Coltella, calciatore e allenatore di calcio italiano
- 1921 - Lowell Galloway, cestista e allenatore di pallacanestro statunitense († 1979)
- 1921 - Jackie Searl, attore statunitense († 1991)
- 1921 - Pietro Sotgiu, calciatore italiano († 2009)
- 1921 - Guido Tilche, partigiano, militare e patriota italiano († 1944)
- 1921 - Joe Wade, allenatore di calcio e calciatore inglese († 2005)
- 1921 - Stanisław Wisłocki, direttore d'orchestra polacco († 1998)
- 1921 - Adolf von Thadden, politico tedesco († 1996)
- 1921 - Gustáv Žáček, calciatore slovacco († 1971)
- 1922 - Egidio Bonfante, designer italiano († 2004)
- 1922 - Callisto Cosulich, critico cinematografico italiano († 2015)
- 1922 - Alberto Girelli, chimico e dirigente d'azienda italiano († 2016)
- 1923 - Giacinto Caramia, violoncellista italiano († 2015)
- 1923 - Omero Ciai, partigiano italiano († 1945)
- 1923 - Liviu Ciulei, regista, sceneggiatore e attore rumeno († 2011)
- 1923 - Eduardo Falú, chitarrista e compositore argentino († 2009)
- 1923 - Leonardo Ferrel, calciatore boliviano († 2013)
- 1923 - Antonio Mazzarino, politico, latinista e filologo classico italiano († 1999)
- 1923 - Saverio Tutino, giornalista e scrittore italiano († 2011)
- 1924 - Natal'ja Petrovna Bechtereva, neuroscienziata e psicologa russa († 2008)
- 1924 - Bruno Fait, marciatore italiano († 2000)
- 1924 - Mary Ford, cantante statunitense († 1977)
- 1924 - Benedikt Sigurðsson Gröndal, politico islandese († 2010)
- 1924 - Miriam Polster, psicologa statunitense († 2001)
- 1924 - Eddie Romero, regista e sceneggiatore filippino († 2013)
- 1924 - Lennart Samuelsson, allenatore di calcio e calciatore svedese († 2012)
- 1924 - Johnny Simmons, cestista e giocatore di baseball statunitense († 2008)
- 1925 - Renato Colombo, politico italiano († 1994)
- 1925 - Fernand Decanali, pistard francese († 2017)
- 1925 - Luigi Girardin, politico italiano († 1997)
- 1925 - Gelij Koržev, pittore sovietico († 2012)
- 1925 - Vittorio Masci, allenatore di calcio e calciatore italiano († 2011)
- 1925 - Paolo Minganti, orientalista, arabista e islamista italiano († 1978)
- 1925 - Margarethe Stolz-Hoke, pittrice italiana († 2018)
- 1926 - Dahmane El Harrachi, musicista algerino († 1980)
- 1926 - Nuon Chea, politico e rivoluzionario cambogiano († 2019)
- 1926 - Enzo Erra, politico, giornalista e saggista italiano († 2011)
- 1926 - Ennio Fialdini, politico italiano († 1995)
- 1926 - Giulio Nicolini, vescovo cattolico italiano († 2001)
- 1926 - Giuseppe Pattoni, progettista italiano († 1999)
- 1926 - Cesare Pozzo, politico italiano († 2012)
- 1927 - Carlo Alighiero, attore, doppiatore e regista teatrale italiano († 2021)
- 1927 - Germán Cobos, attore spagnolo († 2015)
- 1927 - Henri Dirickx, calciatore belga († 2018)
- 1927 - Alan J. Dixon, politico statunitense († 2014)
- 1927 - Richard Garland, attore statunitense († 1969)
- 1927 - Cornelis Goldschmeding, compositore di scacchi olandese († 1995)
- 1927 - Lau Mulder, hockeista su prato olandese († 2006)
- 1927 - Doc Severinsen, trombettista e direttore d'orchestra statunitense
- 1928 - Patricia Hitchcock, attrice e produttrice cinematografica britannica († 2021)
- 1928 - Søren Elung Jensen, attore danese († 2017)
- 1928 - Renato Toso, ex calciatore italiano
- 1929 - Elizabeth Livingstone, teologa britannica († 2023)
- 1929 - Pål Nils Nilsson, fotografo svedese († 2002)
- 1929 - Lev Borisovič Okun', fisico russo († 2015)
- 1929 - Sergio Romano, diplomatico, storico e giornalista italiano
- 1930 - Bruno Dal Bon, ex calciatore italiano
- 1930 - Tadao Kobayashi, ex calciatore giapponese
- 1930 - Arnaldo Lucentini, allenatore di calcio e calciatore italiano († 1981)
- 1930 - Theodore Edgar McCarrick, cardinale e arcivescovo cattolico statunitense († 2025)
- 1930 - Hank Mobley, sassofonista e compositore statunitense († 1986)
- 1930 - Jim Norris, pallanuotista statunitense († 2021)
- 1930 - Michel Odent, chirurgo francese
- 1930 - Biljana Plavšić, ex politica, botanica e docente bosniaca
- 1931 - David Eddings, scrittore statunitense († 2009)
- 1931 - Sergio Noja Noseda, dirigente d'azienda e arabista italiano († 2008)
- 1932 - Giuseppe Corradi, calciatore e allenatore di calcio italiano († 2002)
- 1932 - Krăstina G'oševa, cestista bulgara († 2020)
- 1932 - Eileen Lemass, politica irlandese
- 1932 - Tom Nissalke, allenatore di pallacanestro statunitense († 2019)
- 1932 - Joe Zawinul, tastierista e pianista austriaco († 2007)
- 1933 - Gerhard Franke, calciatore tedesco orientale († 1997)
- 1933 - Murray Halberg, mezzofondista neozelandese († 2022)
- 1933 - Shankar Laxman, hockeista su prato indiano († 2006)
- 1933 - David McCullough, storico statunitense († 2022)
- 1933 - Leonella Prato Caruso, traduttrice e docente italiana
- 1934 - Claudio Darni, calciatore italiano († 2014)
- 1934 - Thomas M. Seebohm, filosofo tedesco († 2014)
- 1934 - Roberto Passarin, calciatore italiano († 1982)
- 1935 - Hans Belting, storico dell'arte tedesco († 2023)
- 1935 - Mimoun Ben Ali, pugile spagnolo († 2001)
- 1935 - Corrado Faissola, banchiere italiano († 2012)
- 1935 - Zenon Matysik, ex cestista polacco
- 1935 - Gian Carlo Michelini, presbitero italiano
- 1935 - Roberto Rodríguez Fernández, rivoluzionario e guerrigliero cubano († 1958)
- 1936 - Luciano Bellosi, storico dell'arte italiano († 2011)
- 1936 - Ip Ching, artista marziale cinese († 2020)
- 1936 - Christopher Mallaby, diplomatico inglese († 2022)
- 1936 - Lisa Seagram, attrice statunitense († 2019)
- 1936 - John Sewell, calciatore e allenatore di calcio inglese († 2021)
- 1936 - Jo Siffert, pilota motociclistico e pilota automobilistico svizzero († 1971)
- 1936 - Piero Tarticchio, scrittore e grafico italiano
- 1936 - Claudio Vitalone, politico e magistrato italiano († 2008)
- 1936 - Nikos Xylouris, musicista e cantante greco († 1980)
- 1937 - Giovanni Arrighi, economista e sociologo italiano († 2009)
- 1937 - Tung Chee-hwa, politico e imprenditore cinese
- 1937 - Nanami Shiono, scrittrice e storica giapponese
- 1937 - Konrad Wirnhier, tiratore a volo tedesco († 2002)
- 1937 - Jack Zipes, germanista, traduttore e docente statunitense
- 1938 - Franco Andolfo, cantante e compositore italiano († 2012)
- 1938 - Jan Assmann, storico e egittologo tedesco († 2024)
- 1938 - Roberto Barbon, astronomo italiano
- 1938 - Paolo Bernasconi, ex calciatore italiano
- 1938 - Hermann Huppen, fumettista belga
- 1938 - Mario Pescante, dirigente sportivo, saggista e politico italiano
- 1938 - Franco Summa, artista e architetto italiano († 2020)
- 1939 - Franco Coggiola, etnomusicologo e archivista italiano († 1996)
- 1939 - Giorgio Mariuzzo, sceneggiatore e regista italiano († 2023)
- 1939 - Elena Obrazcova, mezzosoprano russo († 2015)
- 1939 - Pietro Sassu, etnomusicologo e compositore italiano († 2001)
- 1939 - Valentine Namio Sengebau, poeta palauano († 2000)
- 1940 - Dick Armey, politico statunitense
- 1940 - Dora Baret, attrice argentina
- 1940 - Paolo Bonaiuti, politico e giornalista italiano († 2019)
- 1940 - Tommie Bowens, ex cestista statunitense
- 1940 - Eleanor Clift, giornalista e scrittrice statunitense
- 1940 - Alan King, sassofonista, flautista e attore britannico († 2017)
- 1940 - Lee Keun-hak, ex calciatore nordcoreano
- 1940 - Jetsun Pema, tibetana
- 1940 - Ringo Starr, cantautore, batterista e polistrumentista britannico
- 1940 - Irène Sweyd, ex nuotatrice belga
- 1940 - Rosel Zech, attrice tedesca († 2011)
- 1941 - Guy Billout, illustratore francese
- 1941 - Marco Bollesan, rugbista a 15, allenatore di rugby a 15 e dirigente sportivo italiano († 2021)
- 1941 - Alan Durban, allenatore di calcio e ex calciatore gallese
- 1941 - Nancy Farmer, scrittrice statunitense
- 1941 - Louis Friedman, ingegnere statunitense
- 1941 - Michael Howard, politico e nobile britannico
- 1941 - Bill Oddie, comico, musicista e naturalista inglese
- 1941 - Carlo Salvatori, banchiere e dirigente d'azienda italiano
- 1941 - Lennart Söderberg, allenatore di calcio e calciatore svedese († 2022)
- 1941 - Gangchen Tulku Rinpoche, monaco buddhista tibetano († 2020)
- 1942 - Camillo Baffi, allenatore di calcio e calciatore italiano († 2012)
- 1942 - Gunilla Bergström, scrittrice, giornalista e illustratrice svedese († 2021)
- 1942 - Rod Hebron, sciatore alpino canadese († 2023)
- 1942 - Anthony B. Richmond, direttore della fotografia e regista britannico
- 1942 - Dieter Zajdel, ex calciatore polacco
- 1943 - Toto Cutugno, cantautore, compositore e paroliere italiano († 2023)
- 1943 - Hans-Jürgen Geschke, ex pistard tedesco
- 1943 - Martin Lüttge, attore tedesco († 2017)
- 1943 - Michele Mirabella, regista, attore e conduttore televisivo italiano
- 1943 - Heloísa Pinheiro, modella brasiliana
- 1943 - Rod Taylor, sciatore alpino statunitense († 2014)
- 1943 - Inger Thorngren, ex nuotatrice svedese
- 1944 - Araken Demelo, calciatore brasiliano († 2001)
- 1944 - Jim Barnett, ex cestista statunitense
- 1944 - Jürgen Grabowski, calciatore e allenatore di calcio tedesco († 2022)
- 1944 - Tony Jacklin, golfista inglese
- 1944 - Tom Kerwin, ex cestista statunitense
- 1944 - Glenys Kinnock, baronessa Kinnock di Holyhead, politica britannica († 2023)
- 1944 - Francesco Moiso, filosofo italiano († 2001)
- 1944 - Nicola del Montenegro, principe montenegrino
- 1944 - Mirtha Pérez, cantante e attrice venezuelana
- 1944 - Feleti Sevele, politico tongano
- 1944 - Emanuel Steward, allenatore di pugilato statunitense († 2012)
- 1944 - Ian Wilmut, biologo britannico († 2023)
- 1945 - Gianluigi Jessi, ex cestista, allenatore di pallacanestro e pilota di rally italiano
- 1945 - Margaret Rose Keil, attrice tedesca
- 1945 - Li Chi-an, ex calciatore nordcoreano
- 1945 - Moncef Marzouki, medico, attivista e politico tunisino
- 1945 - Pino Pontuali, fisarmonicista italiano
- 1945 - Matti Salminen, basso finlandese
- 1946 - Inga Abel, attrice tedesca († 2000)
- 1946 - Michele Amorena, politico italiano († 1999)
- 1946 - Giulio Boldrini, ex calciatore italiano
- 1946 - Fancy, cantante, compositore e produttore discografico tedesco
- 1946 - Richard Gelles, sociologo e scrittore statunitense († 2020)
- 1946 - Claudio Merlo, ex calciatore e allenatore di calcio italiano
- 1946 - Tadeusz Nowicki, allenatore di tennis e ex tennista polacco
- 1946 - Joe Spano, attore statunitense
- 1946 - Michel Virlogeux, ingegnere e progettista francese
- 1947 - Raimund Bethge, bobbista tedesco
- 1947 - Gyanendra del Nepal, re nepalese
- 1947 - Juan Antonio Reig Pla, vescovo cattolico spagnolo
- 1947 - Howard Rheingold, critico letterario, sociologo e saggista statunitense
- 1947 - Rick Roberson, cestista statunitense († 2020)
- 1947 - Enrique Ruano, antifascista spagnolo († 1969)
- 1947 - Simon Luca, cantautore e compositore italiano
- 1947 - John Warren, ex cestista statunitense
- 1948 - Lorenzo Barlassina, dirigente sportivo, allenatore di calcio e ex calciatore italiano
- 1948 - Roberto D'Agostino, giornalista, personaggio televisivo e opinionista italiano
- 1948 - Francesco Milito, vescovo cattolico italiano
- 1948 - Kathy Reichs, antropologa e scrittrice statunitense
- 1948 - Larry Reinhardt, chitarrista statunitense († 2012)
- 1948 - Marco Tomatis, fumettista, scrittore e insegnante italiano
- 1949 - Hamid Reza Chitgar, politico e ingegnere iraniano († 1987)
- 1949 - Shelley Duvall, attrice e produttrice televisiva statunitense († 2024)
- 1949 - Gino e Michele, umorista, cabarettista e commediografo italiano
- 1949 - Mimmo Locasciulli, cantautore italiano
- 1949 - Ester Milocco, ex cestista italiana
- 1949 - Ellen Mirojnick, costumista statunitense
- 1949 - Franklyn Nubuasah, arcivescovo cattolico ghanese
- 1949 - Ettore Pietro Pirovano, politico italiano
- 1949 - Magdolna Szabics, cestista ungherese († 2014)
- 1949 - Suthep Thaugsuban, politico e attivista thailandese
- 1950 - Bruno D'Andrea, conduttore televisivo, cantante e attore italiano
- 1950 - Gerda Hasselfeldt, politica tedesca
- 1950 - Yuji Hyakutake, astronomo giapponese († 2002)
- 1950 - Gabriele Lucci, direttore artistico e scrittore italiano
- 1950 - Themba Masuku, politico swati
- 1950 - Marcello Messori, economista italiano
- 1950 - Vincenzo Pardini, scrittore e giornalista italiano
- 1951 - Giuliano Carmignola, violinista italiano
- 1951 - Blondie Chaplin, cantante e chitarrista sudafricano
- 1951 - Cristina Crippa, attrice teatrale e regista teatrale italiana
- 1951 - Michael Henderson, bassista e cantante statunitense († 2022)
- 1951 - Shigemi Ishii, ex calciatore giapponese
- 1951 - Salvatore Lupo, storico italiano
- 1951 - Lina Prosa, regista teatrale e drammaturga italiana
- 1951 - Roz Ryan, attrice e cantante statunitense
- 1951 - Sergio Sablich, musicologo e saggista italiano († 2005)
- 1951 - Jorawar Singh, ex cestista indiano
- 1951 - Pietro Speranza, scrittore italiano
- 1952 - Freddie Garcia, ex calciatore messicano
- 1952 - Mando Guerrero, ex wrestler messicano
- 1952 - Steven Perry, attore statunitense
- 1952 - Marco Pesatori, scrittore e astrologo italiano
- 1952 - Sammy Walker, cantante statunitense
- 1953 - Judy Chu, politica statunitense
- 1953 - Kaballà, musicista e cantautore italiano
- 1953 - Gottfried Vollmer, attore tedesco
- 1954 - Carlo Buccirosso, attore e regista teatrale italiano
- 1954 - Chris Davies, politico britannico
- 1954 - Girolamo Fazio, politico italiano
- 1954 - Rami Fortis, cantautore israeliano
- 1954 - Ismet Hadžić, calciatore e allenatore di calcio bosniaco († 2015)
- 1954 - Li Xuejian, attore cinese
- 1954 - Robert McNair Price, biblista e scrittore statunitense
- 1954 - Giorgio Santini, sindacalista e politico italiano
- 1954 - Mickey Thomas, allenatore di calcio e ex calciatore gallese
- 1955 - Paul Bahoken, ex calciatore camerunese
- 1955 - Alexander Bernstein, educatore e insegnante statunitense († 2025)
- 1955 - Svetlana Broz, medico e giornalista bosniaca († 2025)
- 1955 - Ivan Budinčević, ex calciatore jugoslavo
- 1955 - Martin Edwards, scrittore britannico
- 1955 - Eduardo García Belda, allenatore di calcio a 5 e ex giocatore di calcio a 5 spagnolo
- 1955 - Sergej Petrenko, allenatore di calcio e ex calciatore sovietico
- 1955 - Rolf Saxon, attore statunitense
- 1955 - John Twomey, ex atleta paralimpico, velista e tennistavolista irlandese
- 1956 - Gianni Gaude, doppiatore, direttore del doppiaggio e dialoghista italiano
- 1956 - Maurizio Ruggeri Fasciani, giornalista, scrittore e conduttore radiofonico italiano
- 1957 - David Codey, ex rugbista a 15 australiano
- 1957 - Jonathan Dayton e Valerie Faris, regista statunitense
- 1957 - Roberto Pompanin, bobbista italiano
- 1957 - Atilio Tass, ex schermidore argentino
- 1957 - Jerry Weller, politico statunitense
- 1958 - Philip Johns, ex calciatore e ex giocatore di calcio a 5 statunitense
- 1958 - Michael Marx, schermidore statunitense
- 1958 - Michala Petri, flautista danese
- 1958 - Abdel Kader Rabieh, cestista egiziano († 2010)
- 1958 - Perry Richardson, bassista statunitense
- 1958 - Matt Suhey, ex giocatore di football americano statunitense
- 1959 - Wanda Bieler, ex sciatrice alpina italiana
- 1959 - Daniele Brolli, scrittore, illustratore e fumettista italiano
- 1959 - Billy Campbell, attore statunitense
- 1959 - Oleg Chlevnjuk, storico, scrittore e docente sovietico
- 1959 - Mauro Ferrari, ingegnere italiano
- 1959 - Stephen Garlick, attore gallese
- 1959 - Piergiorgio Gay, regista e sceneggiatore italiano
- 1959 - Kerstin Knabe, ex ostacolista tedesca
- 1959 - Barbara Krause, ex nuotatrice tedesca
- 1959 - Alessandro Nannini, ex pilota automobilistico italiano
- 1959 - Frode Rønning, ex pattinatore di velocità su ghiaccio norvegese
- 1959 - Katia Svizzero, annunciatrice televisiva, conduttrice televisiva e cantante italiana
- 1960 - Stefano Ambrogi, attore italiano
- 1960 - Jochen Behle, fondista tedesco
- 1960 - Isabelle Boéri-Bégard, ex schermitrice francese
- 1960 - Kevin Ford, ex astronauta statunitense
- 1960 - Matthias Gey, ex schermidore tedesco
- 1960 - Antonella Incerti, politica italiana
- 1960 - Geir Johansen, ex calciatore norvegese
- 1960 - Vincent Peillon, politico francese
- 1960 - Matt Rosendale, politico statunitense
- 1960 - Ralph Sampson, ex cestista, allenatore di pallacanestro e dirigente sportivo statunitense
- 1960 - Alessandro Sisti, sceneggiatore italiano
- 1960 - Živko Vangelov, ex lottatore bulgaro
- 1960 - Billy Wright, terrorista britannico († 1997)
- 1961 - Maurizio Bortolotti, critico d'arte italiano
- 1961 - Urs Meier, allenatore di calcio e ex calciatore svizzero
- 1961 - Mariola Pawlak, ex cestista polacca
- 1962 - Josef Aschbacher, astronomo austriaco
- 1962 - Zoltán Balázsfi, ex sollevatore ungherese
- 1962 - Luigi Caffarelli, dirigente sportivo, allenatore di calcio e ex calciatore italiano
- 1962 - Licia Colò, conduttrice televisiva, autrice televisiva e scrittrice italiana
- 1962 - Daniele Davin, ex calciatore italiano
- 1962 - Elsa Di Gati, giornalista e conduttrice televisiva italiana
- 1962 - Seán Gallagher, imprenditore e politico irlandese
- 1962 - Akiva Goldsman, sceneggiatore, regista e produttore cinematografico statunitense
- 1962 - Michele Surian, artista marziale italiano
- 1963 - Pablo Alicea, ex cestista portoricano
- 1963 - Gaetano Colapietro, ex giocatore di calcio a 5 e ex calciatore italiano
- 1963 - Tom Franklin, scrittore statunitense
- 1963 - Alister Jack, politico britannico
- 1963 - Geir Karlstad, ex pattinatore di velocità su ghiaccio norvegese
- 1963 - Greg Kern, ex calciatore canadese
- 1963 - Sérgio Klein, scrittore e poeta brasiliano († 2010)
- 1963 - Rakeysh Omprakash Mehra, regista, sceneggiatore e produttore cinematografico indiano
- 1963 - Paolo Pasi, giornalista, scrittore e compositore italiano
- 1963 - Claudio Pezzuto, carabiniere italiano († 1992)
- 1963 - Marco Rossi, ex multiplista italiano
- 1963 - Vonda Shepard, cantante e compositrice statunitense
- 1963 - Pete Williams, ex cestista statunitense
- 1964 - Paolo Bertini, ex arbitro di calcio italiano
- 1964 - Damir Burić, allenatore di calcio e ex calciatore croato
- 1964 - Kōsuke Fujishima, fumettista e character designer giapponese
- 1964 - Bončo Genčev, ex calciatore bulgaro
- 1964 - Éric Girard, allenatore di pallacanestro e ex cestista francese
- 1964 - Atsushi Maekawa, sceneggiatore giapponese
- 1964 - Michiko Takahashi, ex cestista giapponese
- 1964 - Theo Travis, flautista, sassofonista e clarinettista britannico
- 1964 - Shin'ichi Tsutsumi, attore giapponese
- 1965 - Pablo Benítez, ex giocatore di calcio a 5 paraguaiano
- 1965 - Vladimir Cheburin, allenatore di calcio e ex calciatore kazako
- 1965 - Mo Collins, attrice e comica statunitense
- 1965 - Paula Devicq, attrice canadese
- 1965 - Juul Ellerman, ex calciatore olandese
- 1965 - Jeremy Guscott, rugbista a 15 britannico
- 1965 - Zoë Heller, scrittrice e giornalista britannica
- 1965 - Khalid Ismaïl, ex calciatore emiratino
- 1965 - Zana Muhsen, scrittrice inglese
- 1965 - Gérard Rué, ex ciclista su strada e dirigente sportivo francese
- 1965 - Joe Tofflemire, giocatore di football americano statunitense († 2011)
- 1965 - Karen Malina White, attrice statunitense
- 1965 - Wu Qinglong, ex cestista e allenatore di pallacanestro cinese
- 1965 - Willibald Zechner, ex sciatore alpino austriaco
- 1966 - Eszter Balint, cantante, violinista e attrice statunitense
- 1966 - Damià Díaz, artista spagnolo
- 1966 - Henk Fraser, allenatore di calcio e ex calciatore olandese
- 1966 - Jim Gaffigan, comico e attore statunitense
- 1966 - Tom Garrick, ex cestista e allenatore di pallacanestro statunitense
- 1966 - Paolo Giordano, giornalista italiano
- 1966 - Željana Listes, ex cestista jugoslava
- 1966 - Miško Mirković, ex calciatore jugoslavo
- 1966 - Mario Vattani, diplomatico e scrittore italiano
- 1967 - Nazim Ajiyev, ex calciatore kirghiso
- 1967 - Ibro Genc, ex calciatore albanese
- 1967 - Roberto Gualdi, batterista italiano
- 1967 - Tom Kristensen, ex pilota automobilistico danese
- 1967 - Adrian Kunz, allenatore di calcio e ex calciatore svizzero
- 1967 - Erik van der Meer, allenatore di calcio, dirigente sportivo e ex calciatore olandese
- 1967 - Tamara Mellon, imprenditrice britannica
- 1967 - Edison Rijna, politico olandese
- 1968 - Amy Carlson, attrice statunitense
- 1968 - Robert Cissé, arcivescovo cattolico maliano
- 1968 - Diana Dudeva, ex ginnasta bulgara
- 1968 - Jorja Fox, attrice statunitense
- 1968 - Paolo Galimberti, imprenditore e politico italiano
- 1968 - Mirco Gualdi, ex ciclista su strada italiano
- 1968 - Danny Jacobs, attore e doppiatore statunitense
- 1968 - Mike Mangan, tastierista statunitense
- 1968 - Gaetano Mura, navigatore e velista italiano
- 1968 - Simona Nocerino, politica italiana
- 1968 - Luiza Noskova, ex biatleta russa
- 1968 - Antonello Palombi, tenore italiano
- 1968 - Allen Payne, attore statunitense
- 1968 - Philippe Rousselet, produttore cinematografico francese
- 1968 - Tricia Sullivan, scrittrice statunitense
- 1968 - Tupãzinho, ex calciatore brasiliano
- 1968 - Jeff VanderMeer, scrittore e editore statunitense
- 1969 - Keith Baker, autore di giochi e scrittore statunitense
- 1969 - Luigi Garzya, allenatore di calcio e ex calciatore italiano
- 1969 - Shirō Kikuhara, ex calciatore giapponese
- 1969 - Sylke Otto, ex slittinista tedesca
- 1969 - Francesca Puglisi, politica italiana
- 1969 - Joe Sakic, dirigente sportivo e ex hockeista su ghiaccio canadese
- 1969 - Cree Summer, doppiatrice, attrice e cantante statunitense
- 1969 - Robin Weigert, attrice statunitense
- 1970 - Georgi Antonov, ex calciatore bulgaro
- 1970 - Youssef Fertout, allenatore di calcio e ex calciatore marocchino
- 1970 - Susann Goksør Bjerkrheim, ex pallamanista norvegese
- 1970 - Dzmitryj Hančaruk, ex pesista bielorusso
- 1970 - Robia LaMorte, attrice statunitense
- 1970 - Bernard Licari, ex calciatore maltese
- 1970 - Michael McCrary, ex giocatore di football americano statunitense
- 1970 - Laurent Peyrelade, allenatore di calcio e ex calciatore francese
- 1970 - Juan Carlos Portillo González, ex calciatore spagnolo
- 1970 - Eddie Rivera Santiago, ex cestista portoricano
- 1970 - Masai Ujiri, ex cestista e dirigente sportivo nigeriano
- 1970 - César Fabián Zabala, ex calciatore argentino
- 1970 - Erik Zabel, ex ciclista su strada, pistard e dirigente sportivo tedesco
- 1970 - Atli Örvarsson, musicista e compositore islandese
- 1971 - Alessandro Angelini, regista italiano
- 1971 - Christian Camargo, attore statunitense
- 1971 - Alan Campbell, scrittore scozzese
- 1971 - Abel Gisemba, ex maratoneta e mezzofondista keniota
- 1971 - Riadh Jelassi, ex calciatore tunisino
- 1971 - Nikki, cantautore, chitarrista e conduttore radiofonico italiano
- 1971 - Lin Qisheng, ex sollevatore cinese
- 1971 - Il'ja Savel'ev, ex pallavolista sovietico
- 1971 - Ståle Stensaas, allenatore di calcio e ex calciatore norvegese
- 1971 - Juan Verde, funzionario e imprenditore statunitense
- 1971 - Claude Vonstroke, disc jockey e produttore discografico statunitense
- 1972 - Stoney Case, ex giocatore di football americano statunitense
- 1972 - Jang Hyung-seok, ex calciatore sudcoreano
- 1972 - Andrzej Kubica, ex calciatore polacco
- 1972 - Lisa Leslie, ex cestista statunitense
- 1972 - Azusa Nakao, doppiatrice giapponese
- 1972 - Natallja Ryžankova, ex biatleta bielorussa
- 1972 - Daniela Tognoli, pilota motociclistica italiana
- 1972 - Kirsten Vangsness, attrice statunitense
- 1972 - Michael Westbrook, ex giocatore di football americano statunitense
- 1972 - Zhao Changhong, ex calciatore cinese
- 1972 - Marta Zoffoli, attrice italiana
- 1973 - Clement Chukwu, ex velocista nigeriano
- 1973 - Francesco Dillon, violoncellista italiano
- 1973 - Troy Garity, attore statunitense
- 1973 - Luca Giampaolo, allenatore di calcio a 5 italiano
- 1973 - Michail Kuprijanov, allenatore di calcio e ex calciatore russo
- 1973 - Trevor Meier, ex hockeista su ghiaccio canadese
- 1973 - Moreno Morello, personaggio televisivo italiano
- 1973 - Tina Paulino, ex mezzofondista mozambicana
- 1973 - Taťána Pokorná, ex cestista ceca
- 1973 - Claudia Riegler, snowboarder austriaca
- 1973 - Roland Schaack, ex calciatore lussemburghese
- 1973 - Natsuki Takaya, fumettista giapponese
- 1974 - Horacio Ameli, ex calciatore argentino
- 1974 - E.D.I. Mean, rapper statunitense
- 1974 - Helen Hong, attrice, comica e cabarettista statunitense
- 1974 - Jennifer Jones, giocatrice di curling canadese
- 1974 - Cyrille Mubiala, ex calciatore della Repubblica Democratica del Congo
- 1974 - Nicholas Naumenko, ex hockeista su ghiaccio statunitense
- 1974 - Liv Grete Poirée, ex biatleta norvegese
- 1974 - Ingo Rasper, regista e sceneggiatore tedesco
- 1974 - Werner Riebenbauer, ex ciclista su strada e pistard austriaco
- 1974 - Tchort, musicista norvegese
- 1974 - Marián Zeman, ex calciatore slovacco
- 1975 - Tony Benshoof, ex slittinista statunitense
- 1975 - Zoran Đurašković, ex calciatore serbo
- 1975 - Kevin Farrugia, ex calciatore maltese
- 1975 - Claudio Federici, pilota motociclistico italiano
- 1975 - Khaled Gahwji, ex calciatore saudita
- 1975 - Nina Hoss, attrice tedesca
- 1975 - Louis Koen, ex rugbista a 15 e allenatore di rugby a 15 sudafricano
- 1975 - Akio Kogiku, allenatore di calcio e ex calciatore giapponese
- 1975 - Ol'ga Medvedceva, ex biatleta russa
- 1975 - Rumun Ndur, ex hockeista su ghiaccio nigeriano
- 1975 - Adam Nelson, ex pesista statunitense
- 1975 - Alain Ngalani, artista marziale misto, kickboxer e thaiboxer camerunese
- 1975 - Zachar Prilepin, scrittore, politico e giornalista russo
- 1976 - Bérénice Bejo, attrice argentina
- 1976 - Ron Cribb, ex rugbista a 15 neozelandese
- 1976 - Jonas Dal, allenatore di calcio e ex calciatore danese
- 1976 - Dominic Foley, calciatore irlandese
- 1976 - Veronica Gatto, conduttrice televisiva e giornalista italiana
- 1976 - Linda Gennari, attrice italiana
- 1976 - Evelyne Leu, ex sciatrice freestyle svizzera
- 1976 - Hamish Linklater, attore statunitense
- 1976 - Ercüment Olgundeniz, discobolo e pesista turco
- 1976 - Alessandro Palombi, politico italiano
- 1976 - Vasilij Ėduardovič Petrenko, direttore d'orchestra russo
- 1976 - Will Sheff, cantautore statunitense
- 1976 - Enrique Zúñiga, ex cestista e allenatore di pallacanestro messicano
- 1977 - Luca Belluzzi, ex velista sammarinese
- 1977 - Alessandro Caramiello, politico italiano
- 1977 - Channel 7, cantante e produttore discografico statunitense
- 1977 - David Chelule, ex mezzofondista e maratoneta keniota
- 1977 - Benjamin Huggel, allenatore di calcio e ex calciatore svizzero
- 1977 - Jocimar Jubanski, ex giocatore di calcio a 5 brasiliano
- 1977 - Zvenyika Makonese, ex calciatore zimbabwese
- 1977 - Sara Palmas, mezzofondista italiana
- 1977 - Chris Redman, giocatore di football americano statunitense
- 1977 - Donovan Ricketts, ex calciatore giamaicano
- 1977 - Dušan Sninský, calciatore slovacco
- 1977 - Juri Tamburini, allenatore di calcio e ex calciatore italiano
- 1977 - Volodymyr V"jatrovyč, storico e politico ucraino
- 1978 - Marcus Ahlm, ex pallamanista svedese
- 1978 - Chris Andersen, ex cestista statunitense
- 1978 - Mike Barbieri, ex rugbista a 15 canadese
- 1978 - Roberto Brum, ex calciatore brasiliano
- 1978 - Kaleb Canales, allenatore di pallacanestro statunitense
- 1978 - DJ Manian, produttore discografico e disc jockey tedesco
- 1978 - Rivi Grinboym, ex cestista israeliana
- 1978 - Misia, cantautrice giapponese
- 1978 - Alderman Lesmond, ex calciatore americo-verginiano
- 1978 - Carmelo Morales Gómez, pilota motociclistico spagnolo
- 1978 - Leonardo Morales, ex calciatore venezuelano
- 1978 - Luis Parra, politico venezuelano
- 1978 - Alekseý Popov, ex calciatore russo
- 1978 - Nikki Sun, ex attrice pornografica ceca
- 1979 - Ibrahim Sulayman Muhammad Arbaysh, terrorista saudita († 2015)
- 1979 - Pat Barry, kickboxer e ex artista marziale misto statunitense
- 1979 - Emanuele Biggi, naturalista, fotografo e conduttore televisivo italiano
- 1979 - Catalina Castaño, ex tennista colombiana
- 1979 - Isabelle Foerder, ex atleta paralimpica tedesca
- 1979 - Gaspar Gálvez, ex calciatore spagnolo
- 1979 - Jan Hernych, ex tennista e allenatore di tennis ceco
- 1979 - Joílson, ex calciatore brasiliano
- 1979 - Schin Kerr, ex cestista e attore statunitense
- 1979 - Povilas Lukšys, ex calciatore lituano
- 1979 - Aleksej Selin, schermidore russo
- 1979 - Loudy Wiggins, tuffatrice australiana
- 1980 - Ebrahim Al Mishkhas, calciatore bahreinita
- 1980 - Alejandra Benítez, schermitrice e politica venezuelana
- 1980 - David Berbotto, ex nuotatore italiano
- 1980 - John Buck, ex giocatore di baseball statunitense
- 1980 - Marika Domińczyk, attrice polacca
- 1980 - Deidre Downs, modella statunitense
- 1980 - Serap Güler, politica tedesca
- 1980 - Sergej Klimov, dirigente sportivo, ex ciclista su strada e pistard russo
- 1980 - Michelle Kwan, ex pattinatrice artistica su ghiaccio statunitense
- 1980 - Takeshi Nishikawa, ex giocatore di football americano giapponese
- 1980 - Victoriano Rivas Álvaro, allenatore di calcio e ex calciatore spagnolo
- 1980 - Kanfory Sylla, ex calciatore guineano
- 1981 - Rui Borges, allenatore di calcio e ex calciatore portoghese
- 1981 - Tasha Cobbs Leonard, cantautrice statunitense
- 1981 - Mahendra Singh Dhoni, crickettista indiano
- 1981 - Synyster Gates, chitarrista statunitense
- 1981 - Maks Levin, fotografo ucraino († 2022)
- 1981 - Iuliana Măceșeanu, schermitrice rumena
- 1981 - Omar Naber, cantante sloveno
- 1981 - Alphonse Welin Qorig, calciatore vanuatuano
- 1981 - Michael Silberbauer, allenatore di calcio e ex calciatore danese
- 1981 - Courtney Strait, ex sciatrice alpina statunitense
- 1981 - Jorge Vilda, allenatore di calcio spagnolo
- 1982 - Anneke Beerten, mountain biker e ciclista di BMX olandese
- 1982 - Nicola Ciacci, calciatore sammarinese
- 1982 - Martí Cifuentes, allenatore di calcio spagnolo
- 1982 - Julien Doré, cantautore e attore francese
- 1982 - Arnaldo Edi Lopes da Silva, ex calciatore portoghese
- 1982 - Natalija Fokina-Semenova, discobola ucraina
- 1982 - Misan Haldin, ex cestista tedesco
- 1982 - Jan Laštůvka, calciatore ceco
- 1982 - Michael Mogaladi, ex calciatore botswano
- 1982 - Gëzim Myshketa, baritono albanese
- 1982 - Leonel Olímpio, ex calciatore brasiliano
- 1982 - George Owu, ex calciatore ghanese
- 1982 - Cassidy, rapper statunitense
- 1982 - Sakakibara, serial killer giapponese
- 1982 - Rosana dos Santos Augusto, ex calciatrice brasiliana
- 1982 - Fabio Vagnarelli, attore, cantante e musicista italiano
- 1982 - Francesco Vecchi, giornalista, conduttore televisivo e scrittore italiano
- 1983 - Stanislav Donec, ex nuotatore russo
- 1983 - Robert Eggers, regista, sceneggiatore e produttore cinematografico statunitense
- 1983 - Marko Grilc, snowboarder sloveno († 2021)
- 1983 - Ismail Ahmed, allenatore di calcio e ex calciatore emiratino
- 1983 - Igor' Kolodinskij, giocatore di beach volley e pallavolista russo
- 1983 - Lim Eun-kyung, attrice e modella sudcoreana
- 1983 - C4 Pedro, cantante angolano
- 1983 - Jakob Poulsen, allenatore di calcio e ex calciatore danese
- 1983 - Alex Revell, allenatore di calcio e ex calciatore inglese
- 1983 - Martin Wallström, attore svedese
- 1983 - Jakub Wawrzyniak, ex calciatore polacco
- 1984 - Alberto Aquilani, allenatore di calcio e ex calciatore italiano
- 1984 - Mohammad Baker Younes, ex calciatore libanese
- 1984 - Eric Dawson, ex cestista statunitense
- 1984 - Rickey Gibson, ex cestista statunitense
- 1984 - Natsuki Harada, attrice giapponese
- 1984 - Oleksij Hončaruk, politico ucraino
- 1984 - Chris Hunter, ex cestista statunitense
- 1984 - Birjan Jaqıpov, pugile kazako
- 1984 - Saša Kajkut, ex calciatore bosniaco
- 1984 - Sony Dwi Kuncoro, giocatore di badminton indonesiano
- 1984 - Ross Malinger, attore statunitense
- 1984 - Martín Mantovani, ex calciatore argentino
- 1984 - Marie-Mai, cantante canadese
- 1984 - Alessandro Micalizzi, militare italiano
- 1984 - Mu Shuangshuang, sollevatrice cinese
- 1984 - Kōji Nishimura, ex calciatore giapponese
- 1984 - Wang Bingyu, giocatrice di curling cinese
- 1984 - Bruno Moraes, ex calciatore brasiliano
- 1985 - Kenji Baba, ex calciatore giapponese
- 1985 - Giorgio De Togni, pallavolista italiano
- 1985 - Drissa Diarra, calciatore maliano
- 1985 - Mick Gordon, compositore e produttore discografico australiano
- 1985 - Deborah Priya Henry, modella malese
- 1985 - Seo Woo, attrice sudcoreana
- 1985 - Moses Mosop, maratoneta e mezzofondista keniota
- 1985 - Giuseppe Pignone, direttore della fotografia italiano
- 1985 - Brandon Rush, ex cestista statunitense
- 1985 - Marco Najibe Salami, mezzofondista e siepista italiano
- 1985 - Marc Stein, ex calciatore tedesco
- 1985 - Antonia Stergiou, ex altista greca
- 1985 - Simone Stortoni, ex ciclista su strada italiano
- 1985 - Nootsara Tomkom, pallavolista thailandese
- 1985 - Krisztián Vermes, ex calciatore ungherese
- 1986 - Sailom Adi, pugile thailandese
- 1986 - Young Sid, rapper neozelandese
- 1986 - Álvaro García Cantó, calciatore spagnolo
- 1986 - Sindee Jennings, ex attrice pornografica statunitense
- 1986 - Martin Jilek, calciatore ceco
- 1986 - Jean Victor Maleb, calciatore vanuatuano
- 1986 - Gökay Müftüoğlu, attore turco
- 1986 - Weronika Nowakowska, ex biatleta polacca
- 1986 - Jair Pereira, ex calciatore messicano
- 1986 - Sevyn Streeter, cantautrice statunitense
- 1987 - Tadej Apatič, ex calciatore sloveno
- 1987 - Iver Bjerkestrand, ex sciatore alpino norvegese
- 1987 - Alysha Clark, cestista statunitense
- 1987 - Eltinho, calciatore brasiliano
- 1987 - Patricio Freire, artista marziale misto brasiliano
- 1987 - Pavel Golyšev, calciatore russo
- 1987 - Julianna Guill, attrice statunitense
- 1987 - Jan Kurinčič, ex giocatore di calcio a 5 sloveno
- 1987 - Jana Matiašovská, pallavolista slovacca
- 1987 - Kyle McAlarney, ex cestista e allenatore di pallacanestro statunitense
- 1987 - Elania Nardelli, tiratrice a segno italiana
- 1987 - Sof'ja Očigava, pugile russa
- 1987 - Alex Pereira, artista marziale misto, ex kickboxer e ex pugile brasiliano
- 1987 - V. E. Schwab, scrittrice statunitense
- 1987 - Federico Scoppa, calciatore argentino
- 1987 - Volkan Şen, calciatore turco
- 1987 - Richie Steamboat, ex wrestler statunitense
- 1987 - Carly Telford, ex calciatrice inglese
- 1987 - Matteo Viola, allenatore di tennis e ex tennista italiano
- 1987 - Hirofumi Watanabe, ex calciatore giapponese
- 1988 - Yaw Amankwah, ex calciatore norvegese
- 1988 - Kaci Brown, cantante statunitense
- 1988 - Kristi Castlin, ostacolista statunitense
- 1988 - Paul Durand, ex giocatore di football americano e allenatore di football americano francese
- 1988 - Igor Gantsevich, schermidore canadese
- 1988 - Halca, cantautrice e chitarrista giapponese
- 1988 - Adil Khan, calciatore indiano
- 1988 - Marija Krjučkova, ginnasta russa († 2015)
- 1988 - Venus Raj, modella filippina
- 1988 - Sophie Rodriguez, ex snowboarder francese
- 1988 - Ilan Rubin, cantante e polistrumentista statunitense
- 1988 - Alexandros Sigkounas, cestista greco
- 1988 - Jack Whitehall, attore, comico e conduttore televisivo britannico
- 1988 - Wen Yang, scacchista cinese
- 1988 - Rudy Zini, ex biatleta italiano
- 1989 - Alessandro Amitrano, politico italiano
- 1989 - Quentin Bernard, calciatore francese
- 1989 - Mauro dos Santos, calciatore argentino
- 1989 - Jamie Johnston, attore e cantautore canadese
- 1989 - Kim Bum, attore, modello e cantante sudcoreano
- 1989 - Jeremy López, calciatore gibilterriano
- 1989 - Nikola Marković, cestista serbo
- 1989 - Giovanny Martínez, ex calciatore colombiano
- 1989 - Timo Pielmeier, hockeista su ghiaccio tedesco
- 1989 - Fernando Raposo, cestista francese
- 1989 - Chris Reed, danzatore su ghiaccio giapponese († 2020)
- 1989 - Keenan Robinson, ex giocatore di football americano statunitense
- 1989 - Karl-August Tiirmaa, ex combinatista nordico estone
- 1990 - Lee Addy, ex calciatore ghanese
- 1990 - Mark Asigba, calciatore ghanese
- 1990 - Antonio Donnarumma, calciatore italiano
- 1990 - Frank Gaines, cestista statunitense
- 1990 - Anel Hebibović, calciatore bosniaco
- 1990 - Joe Marler, ex rugbista a 15 britannico
- 1990 - Kathryn McCormick, attrice, ballerina e modella statunitense
- 1991 - Elías Aguilar, calciatore costaricano
- 1991 - Devon Alan, attore statunitense
- 1991 - Alesso, disc jockey e produttore discografico svedese
- 1991 - Davide Bariti, calciatore italiano
- 1991 - Oliver Paz Benítez, calciatore argentino
- 1991 - Nathan Brown, ex ciclista su strada statunitense
- 1991 - James Burrows, attore britannico
- 1991 - José Corpas, calciatore spagnolo
- 1991 - Dobromir Dimitrov, pallavolista bulgaro
- 1991 - Marie-Louise Eta, allenatrice di calcio e ex calciatrice tedesca
- 1991 - James Forrest, calciatore scozzese
- 1991 - Cody Garbrandt, artista marziale misto statunitense
- 1991 - Quebonafide, rapper polacco
- 1991 - Eve Hewson, attrice irlandese
- 1991 - Miro Kadmiry, ex giocatore di football americano finlandese
- 1991 - Yannick Manoo, calciatore seychellese
- 1991 - Sayatbek Okassov, lottatore kazako
- 1991 - Rattikan Thongsombut, calciatrice thailandese
- 1991 - Sarah Wiltshire, calciatrice inglese
- 1992 - Fábio China, calciatore portoghese
- 1992 - Víctor Arteaga, cestista spagnolo
- 1992 - Grace Brown, ex ciclista su strada australiana
- 1992 - Matt Feiler, giocatore di football americano statunitense
- 1992 - Cristiano Silva Felício, cestista brasiliano
- 1992 - Toni Garrn, supermodella tedesca
- 1992 - Pablo González, calciatore messicano
- 1992 - José Izquierdo, ex calciatore colombiano
- 1992 - Mirion Malle, fumettista, illustratrice e scrittrice francese
- 1992 - Cassius Marsh, giocatore di football americano statunitense
- 1992 - Adrián Emmanuel Martínez, calciatore argentino
- 1992 - Kirk Millar, calciatore nordirlandese
- 1992 - Oriol Rosell, calciatore spagnolo
- 1992 - Sangoné Sarr, calciatore senegalese
- 1992 - Kenneth To, nuotatore australiano († 2019)
- 1993 - Maria Aparecida Souza Alves, calciatrice brasiliana
- 1993 - Dominic Artis, cestista statunitense
- 1993 - Ally Brooke, cantante statunitense
- 1993 - Shahram Giyasov, pugile uzbeko
- 1993 - Louise Grinberg, attrice francese
- 1993 - Arman Hovhannisyan, calciatore armeno
- 1993 - Venky Jois, cestista australiano
- 1993 - Essey Kiflom, calciatore eritreo
- 1993 - Cloé Lacasse, calciatrice canadese
- 1993 - Fabian Miesenböck, calciatore austriaco
- 1993 - Vintage Culture, disc jockey e produttore discografico brasiliano
- 1993 - Joran Vliegen, tennista belga
- 1993 - Jackson Withrow, tennista statunitense
- 1993 - Yurika Yoshida, giocatrice di curling giapponese
- 1993 - Grâce Zaadi, pallamanista francese
- 1993 - Nermin Zolotić, calciatore bosniaco
- 1994 - Nigina Abduraimova, tennista uzbeka
- 1994 - Brigitta Aghem, calciatrice italiana
- 1994 - Johnny Berchtold, attore statunitense
- 1994 - Ružica Džankić, cestista croata
- 1994 - Hali Flickinger, nuotatrice statunitense
- 1994 - Chris Ingram, pilota di rally britannico
- 1994 - Ashton Irwin, cantautore e musicista australiano
- 1994 - Doriano Kortstam, calciatore olandese
- 1994 - Christoph Krenn, sciatore alpino austriaco
- 1994 - Wil Lutz, giocatore di football americano statunitense
- 1994 - Evgenij Markov, calciatore russo
- 1994 - Metehan Mimaroğlu, calciatore turco
- 1994 - Timna Nelson-Levy, judoka israeliana
- 1994 - Leonardo Pais, calciatore uruguaiano
- 1994 - Kenan Pirić, calciatore bosniaco
- 1994 - Devonta Pollard, ex cestista statunitense
- 1994 - Victorio Ramis, calciatore argentino
- 1994 - Friederike Repohl, calciatrice tedesca
- 1994 - Albert Rusnák, calciatore slovacco
- 1994 - Lisa Schmitz, calciatrice tedesca
- 1994 - Ole Kristian Selnæs, calciatore norvegese
- 1994 - Jérémy Vachoux, calciatore francese
- 1994 - Tonko Vuko, cestista croato
- 1994 - Wu Qian, cestista cinese
- 1994 - Mattheus Oliveira, calciatore brasiliano
- 1995 - Lorik Boshnjaku, calciatore kosovaro
- 1995 - Alexander Brunst, calciatore tedesco
- 1995 - Su'a Cravens, giocatore di football americano statunitense
- 1995 - Cameron Dawson, calciatore inglese
- 1995 - Ivan Đorić, calciatore serbo
- 1995 - Chloe Greenfield, attrice statunitense
- 1995 - Devon Hall, cestista statunitense
- 1995 - Yago Henrique Severino dos Santos, calciatore brasiliano
- 1995 - Ko Jin-young, golfista sudcoreana
- 1995 - Tommaso Laquintana, cestista italiano
- 1995 - Thibaut Lesquoy, calciatore belga
- 1995 - Stipe Perica, calciatore croato
- 1995 - Nicolás Previtali, calciatore argentino
- 1995 - Pablo Sisniega, calciatore messicano
- 1995 - Sondre Solholm Johansen, calciatore norvegese
- 1995 - Dawid Szymonowicz, calciatore polacco
- 1996 - Julie Allemand, cestista belga
- 1996 - Rustam Ashurmatov, calciatore uzbeko
- 1996 - Youssef Aït Bennasser, calciatore marocchino
- 1996 - Fabrizio Buschiazzo, calciatore uruguaiano
- 1996 - Caroline Drouin, rugbista a 15 francese
- 1996 - Fabinho, calciatore brasiliano
- 1996 - Tim Guers, cestista statunitense
- 1996 - Wilfrid Kaptoum, calciatore camerunese
- 1996 - Willem Kajander, velocista e giocatore di football americano finlandese
- 1996 - Christ Koumadje, cestista ciadiano
- 1996 - Frank Liivak, calciatore estone
- 1996 - Ivan Ljubic, calciatore austriaco
- 1996 - Bruno Lucas, ex calciatore brasiliano
- 1996 - Miloš Pantović, calciatore serbo
- 1996 - Alexander Prast, ex sciatore alpino italiano
- 1996 - Cryzan, calciatore brasiliano
- 1996 - Roberto Ramírez, calciatore argentino
- 1996 - Kristina San'kova, ex ginnasta ucraina
- 1996 - Mahamé Siby, calciatore maliano
- 1996 - Khyiris Tonga, giocatore di football americano statunitense
- 1996 - Damien Touzé, ciclista su strada francese
- 1997 - Landen Akers, giocatore di football americano statunitense
- 1997 - Bowen Becker, ex nuotatore statunitense
- 1997 - Martynas Echodas, cestista lituano
- 1997 - Gatlin Green, attrice e cantante statunitense
- 1997 - Ander Guevara, calciatore spagnolo
- 1997 - Kento Haneda, calciatore giapponese
- 1997 - Christina Honsel, altista tedesca
- 1997 - Kirsty Howat, calciatrice scozzese
- 1997 - Ty Jerome, cestista statunitense
- 1997 - Saša Kalajdžić, calciatore austriaco
- 1997 - Tanya Maniktala, attrice indiana
- 1997 - Rachel McLauchlan, calciatrice scozzese
- 1997 - Hannah Nuttall, mezzofondista britannica
- 1997 - Chrerng Polroth, calciatore cambogiano
- 1997 - Myles Powell, cestista statunitense
- 1997 - Kenzie Reeves, attrice pornografica statunitense
- 1997 - Viddal Riley, pugile britannico
- 1997 - Yohan Roche, calciatore francese
- 1997 - Andrej Sopin, cestista russo
- 1997 - Filippo Testa, cestista italiano
- 1997 - Kendall White, pallavolista statunitense
- 1998 - Lars van den Berg, ex ciclista su strada olandese
- 1998 - Chudier Bile, cestista sudsudanese
- 1998 - Chase Claypool, giocatore di football americano canadese
- 1998 - Khadim Diaw, calciatore senegalese
- 1998 - Manuel Guijarro, velocista spagnolo
- 1998 - Alessio Mannucci, discobolo italiano
- 1998 - Maksim Nehoda, lottatore bielorusso
- 1998 - Abbos Rakhmonov, lottatore uzbeko
- 1998 - Silvan Sidler, calciatore svizzero
- 1998 - Marit Ishol Skogan, biatleta norvegese
- 1998 - Dylan Sprayberry, attore statunitense
- 1998 - Luc Wirtgen, ciclista su strada lussemburghese
- 1999 - Moussa Diaby, calciatore francese
- 1999 - Callan Elliot, calciatore neozelandese
- 1999 - Egor Golenkov, calciatore russo
- 1999 - Teja Goršič, cestista slovena
- 1999 - RaiQuan Gray, cestista statunitense
- 1999 - Zehra Güneş, pallavolista turca
- 1999 - Claudio Kammerknecht, calciatore singalese
- 1999 - Eddy Kayouloud, cestista francese
- 1999 - Johan Meens, ciclista su strada belga
- 1999 - Tijjani Noslin, calciatore olandese
- 1999 - Amy du Plessis, rugbista a 15 neozelandese
- 1999 - Juande Rivas, calciatore spagnolo
- 1999 - Pap Chanel, rapper statunitense
- 1999 - Kensuke Shimizu, lottatore giapponese
- 1999 - Samuel Womack, giocatore di football americano statunitense
- 1999 - Yang Wenlong, snowboarder cinese
- 1999 - Éderson José dos Santos Lourenço da Silva, calciatore brasiliano
- 2000 - Yunus Akgün, calciatore turco
- 2000 - Preston Bailey, attore statunitense
- 2000 - Abel Balderstone, ciclista su strada spagnolo
- 2000 - Chloe Csengery, attrice statunitense
- 2000 - Evren Eren Elmalı, calciatore turco
- 2000 - Jamie Flatters, attore, regista e cantante inglese
- 2000 - Alejandro Joseph, hockeista su pista spagnolo
- 2000 - Richonell Margaret, calciatore surinamese
- 2000 - Fahd Ndzengue, calciatore gabonese
- 2000 - Álvaro Núñez Cobo, calciatore spagnolo
- 2000 - Egy Maulana, calciatore indonesiano
- 2000 - Tenton Yenne, calciatore nigeriano
- 2000 - Tobías Zárate, calciatore argentino

## XXI secolo(31)
- 2001 - Nicolò Buratti, ciclista su strada italiano
- 2001 - Amin Cherni, calciatore tunisino
- 2001 - Max Geschwill, calciatore tedesco
- 2001 - Paul Juda, ginnasta statunitense
- 2001 - Pavel Juroška, calciatore ceco
- 2001 - Han-Noah Massengo, calciatore francese
- 2001 - Ruben Providence, calciatore francese
- 2001 - Gabi Rennie, calciatrice neozelandese
- 2001 - Monique Strubbe, pallavolista tedesca
- 2002 - Francesca Curmi, tennista maltese
- 2002 - Senne Lammens, calciatore belga
- 2002 - Hasbulla, youtuber russo
- 2002 - Nikolas Polster, calciatore austriaco
- 2002 - Nicola Rountree-Williams, sciatrice alpina statunitense
- 2002 - Nicolas Vinokurov, ciclista su strada kazako
- 2003 - Bambasé Conté, calciatore tedesco
- 2003 - Rodrigo Gomes, calciatore portoghese
- 2003 - Max Larsson, calciatore svedese
- 2003 - Jack McGlynn, calciatore statunitense
- 2003 - Nicolas Pays, calciatore francese
- 2004 - Josimar Alcócer, calciatore costaricano
- 2004 - Rogelio Cortéz, calciatore messicano
- 2004 - Allison Mollin, sciatrice alpina statunitense
- 2004 - Lanlana Tararudee, tennista thailandese
- 2004 - Rav van den Berg, calciatore olandese
- 2005 - Sebastian Espen Bengston, sciatore alpino norvegese
- 2005 - Cosimo Bertini, schermidore italiano
- 2005 - Ron Holland, cestista statunitense
- 2005 - Hisatsugu Ishii, calciatore giapponese
- 2007 - Sof'ja Akat'eva, pattinatrice artistica su ghiaccio russa
- 2008 - Sky Brown, skater e surfista britannica

## Senza anno specificato(1)
- Yuri Yamaoka, doppiatrice giapponese